# Red Lake (Ontario)
Red Lake es un municipio canadiense situado en la provincia de Ontario.

## Superficie
Red Lake tiene una superficie de 602,93 km².

## Demografía
En 2021, tenía 4094 habitantes, una densidad poblacional de 6,8 hab./km², y 1899 viviendas.